# Luís Delfino
Pour les articles homonymes, voir Delfino.
Luís Delfino (Nossa Senhora do Desterro, aujourd'hui Florianópolis, 25 août 1834 - Rio de Janeiro, 31 janvier 1910) fut un poète brésilien, l'un des plus importants de l'État de Santa Catarina. Luís Delfino fut également sénateur de Santa Catarina aux débuts de la Vieille République ("República Velha", 1889-1930).

## Biographie
Né à Florianópolis, Delfino vit sur l'île de Santa Catarina jusqu'à ses 16 ans quand il part pour Rio de Janeiro. Il y suit des études de médecine et mènera une grande carrière médicale. À Rio, il se marie avec Maria Carolina Puga Garcia, avec qui il vivra jusqu'à la fin de sa vie.

## Œuvre
Delfino n'a publié aucun livre au cours de sa vie. Sa poésie, aux rimes parfaites, était fréquemment publiée dans les journaux et revues de l'époque, ce qui lui apporta la célébrité. Il fut élu par un collège d'écrivain, "prince des poètes brésiliens", en 1898. Il fut également surnommé "Victor Hugo brésilien".
Son œuvre immense - plus de 5 000 poèmes - fut publiée après sa mort, en quatorze livres, par son fils, Tomás Delfino dos Santos, entre 1926 et 1943.
Sa poésie va du romantisme au parnasse, en passant par le symbolisme. Sa principale caractéristique est la richesse de ses rimes et leur perfection métrique. L'amour et la femme sont ses thèmes de prédilection.

## Sources
- (pt) Cet article est partiellement ou en totalité issu de l’article de Wikipédia en portugais intitulé « Luís Delfino » (voir la liste des auteurs).